# 宮城県道135号落合停車場線
宮城県道135号落合停車場線 （みやぎけんどう135ごう おちあいていしゃじょうせん）は、宮城県仙台市青葉区のJR陸前落合駅と国道48号を結ぶ一般県道である。

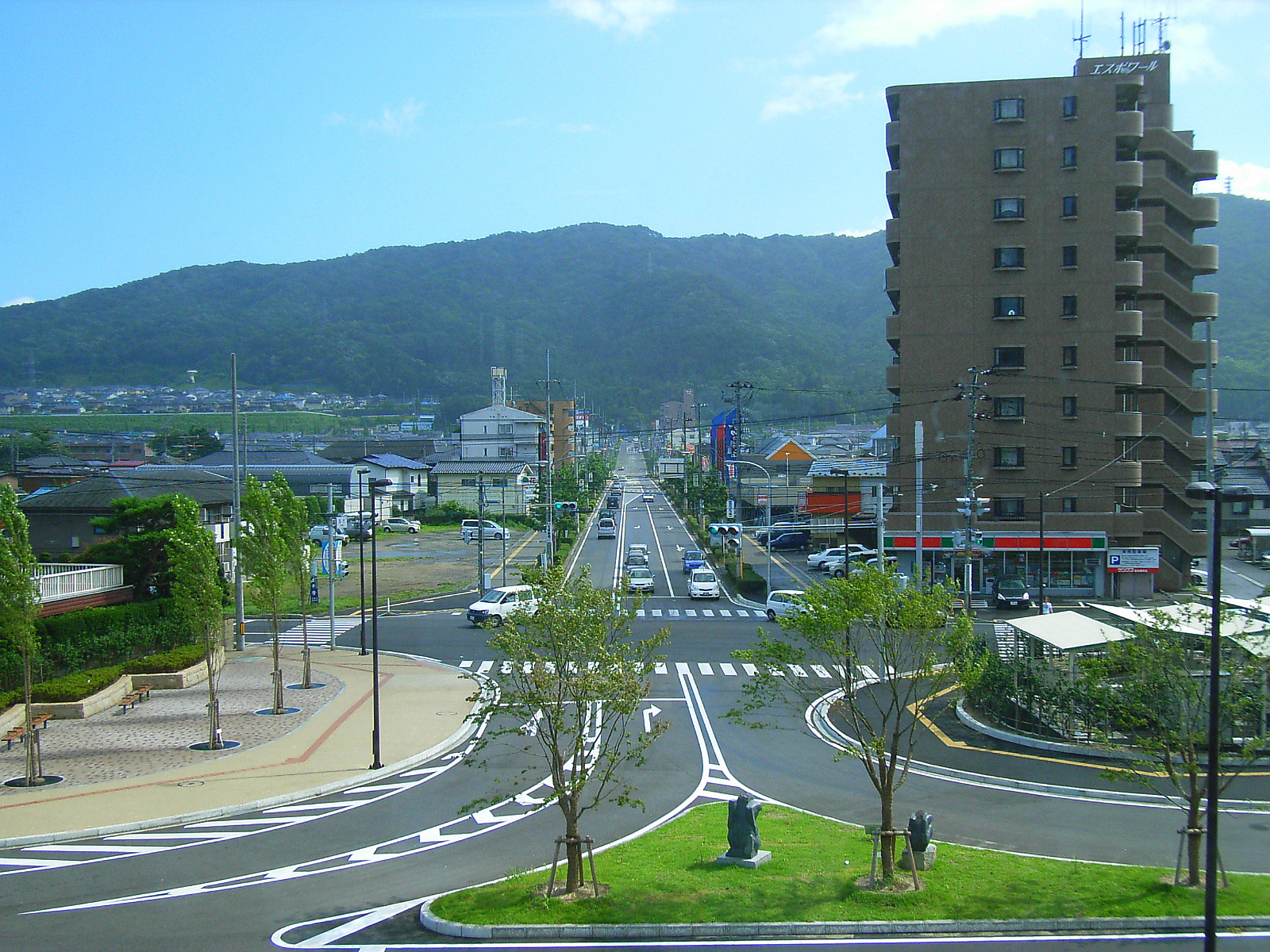
駅前広場から南へ（2005年7月）

## 概要
この日落合停車場線はいったん廃止されている。それまでの落合停車場線は陸前落合駅の北口を起点とし仙台市青葉区下愛子（現・落合2丁目）の県道宮城大和線（現・国道457号）に至る経路だった。2010年現在、起点を示す県設置の道標は北口に残されているが、現行の本路線の事実上の起点は南口の駅前広場である。

### 路線データ
- 起点：陸前落合駅
- 終点：仙台市青葉区栗生4丁目（国道48号愛子バイパス交点）
- 総延長：841 m
- 路線認定：1995年（平成7年）4月1日

### 道路の通称名
- 蕃山通り（仙台市青葉区）
  - 仙台市の道路愛称路線の1つであり、2010年（平成22年）に命名された。

## 交差する道路
| 交差する道路                                      | 交差する道路                                      | 交差点など | 路線番号                  | 道路愛称 |
| 西方向                                            | 東方向                                            | 交差点など | 路線番号                  | 道路愛称 |
| ------------------------------------------------- | ------------------------------------------------- | ---------- | ------------------------- | -------- |
| 陸前落合駅南口                                    |                                                   |            |                           |          |
| 国道457号                                         | 国道457号                                         | 落合       | 宮城県道135号落合停車場線 | 蕃山通り |
| 市道青葉5228号小豆田幹線1号線                     |                                                   |            | 宮城県道135号落合停車場線 | 蕃山通り |
| 斉勝川                                            | 斉勝川                                            | 新沢田橋   | 宮城県道135号落合停車場線 | 蕃山通り |
|                                                   | 市道青葉5665号栗生四丁目自転車歩行者専用道路1号線 |            | 宮城県道135号落合停車場線 | 蕃山通り |
| 市道青葉5646号栗生五丁目1号線                     | 市道青葉5585号栗生幹線1号線                       |            | 宮城県道135号落合停車場線 | 蕃山通り |
| 市道青葉5667号栗生五丁目自転車歩行者専用道路1号線 | 市道青葉5666号栗生四丁目自転車歩行者専用道路2号線 |            | 宮城県道135号落合停車場線 | 蕃山通り |
| 市道青葉6155号栗生幹線6号線                       | 市道青葉5586号栗生幹線2号線                       |            | 宮城県道135号落合停車場線 | 蕃山通り |
| 国道48号＜愛子バイパス＞                          |                                                   |            | 宮城県道135号落合停車場線 | 蕃山通り |

## 地理

### 周辺
- 陸前落合駅